# (24152) Ramasesh
(24152) Ramasesh est un astéroïde de la ceinture principale d'astéroïdes.

## Description
(24152) Ramasesh est un astéroïde de la ceinture principale d'astéroïdes. Il fut découvert le 15 novembre 1999 à Socorro (Nouveau-Mexique) par le projet LINEAR. Il présente une orbite caractérisée par un demi-grand axe de 2,79 UA, une excentricité de 0,09 et une inclinaison de 2,6° par rapport à l'écliptique.

## Compléments